# Cratere McClure
McClure è un cratere lunare di 23,96 km situato nella parte sud-orientale della faccia visibile della Luna.